# Melissa Claire Egan
Melissa Claire Egan (Pound Ridge, 28 settembre 1981) è un'attrice statunitense.
Nota soprattutto per il ruolo di Annie Lavery in La valle dei pini e di Chelsea Lawson in Febbre d'amore.

## Biografia
Melissa Claire Egan è nata il 28 settembre 1981 a Pound Ridge, da Mary e Dennis Egan. Ha due fratelli, Ryan e Scott. È stata cresciuta come cattolica. Successivamente, si è laureata all'Università della Carolina del Nord a Chapel Hill.

## Carriera
Ha iniziato a recitare nel 2001, nella quinta stagione della serie TV Dawson's Creek. Nel 2003, ha recitato in due episodi di One Tree Hill. Successivamente, ha interpretato Laura nel film My Father's Will. Dal 2006 al 2011, ha interpretato Annie, nella soap opera La valle dei pini. Per quest'ultimo ruolo, è stata candidata a 3 Daytime Emmy Awards.
Nel 2012, ha fatto delle apparizioni in Bones e Men at Work ed ha interpretato Claire in Somewhere Slow e Brailey nel cortometraggio The Last Session. Il 3 ottobre 2011, è stato annunciato che avrebbe interpretato Chelsea Lawson, nella soap opera Febbre d'amore. Per questo ruolo, è stata candidata 3 volte ai Daytime Emmy Awards.

## Vita privata
Il 26 luglio 2014, ha sposato Matt Katrosar a Santa Barbara, in California. Nell'agosto del 2021, è nato il loro primo figlio.

## Filmografia

### Cinema
- Wrestling, regia di Jeremy O'Keefe (2008)
- My Father's Will, regia di Fraydun Manocherian e Fred Manocherian (2009)
- Somewhere Slow, regia di Jeremy O'Keefe (2013)

### Televisione
- Dawson's Creek - serie TV, 2 episodi (2001-2003)
- One Tree Hill - serie TV, 2 episodi (2003)
- La valle dei pini (All My Children) - serie TV, 715 episodi (2006-2011)
- Criminal Minds - serie TV, episodio 6x07 (2010)
- Febbre d'amore (The Young and the Restless) - serie TV, 1172+ (2011-in corso)
- Men at Work - serie TV, episodio 1x04 (2012)
- Bones - serie TV, episodio 8x02 (2012)
- We Are Men - serie TV, episodio 1x07 (2013)
- Misguired - serie TV, episodio 1x04 (2015)
- L'aroma dell'amore (Holiday for Heroes), regia di Clare Niederpruem - film TV (2019)

### Cortometraggi
- The Last Session, regia di Tripp Weathers (2013)

## Riconoscimenti
- Daytime Emmy Awards
  - 2009 - Candidatura alla miglior attrice non protagonista in una serie drammatica per La valle dei pini
  - 2011 - Candidatura alla miglior attrice non protagonista in una serie drammatica per La valle dei pini
  - 2012 - Candidatura alla miglior attrice non protagonista in una serie drammatica per La valle dei pini
  - 2013 - Candidatura alla miglior attrice non protagonista in una serie drammatica per Febbre d'amore
  - 2014 - Candidatura alla miglior attrice non protagonista in una serie drammatica per Febbre d'amore
  - 2021 - Candidatura alla miglior attrice protagonista in una serie drammatica per Febbre d'amore
  - 2023 - Candidatura alla miglior attrice protagonista in una serie drammatica per Febbre d'amore